# Vicente Gallego (poeta)
Vicente Gallego (Valencia, 1963) es un poeta español considerado uno de los principales representantes de la poesía de la experiencia, de lírica romántica en torno a la belleza de lo cotidiano que dominó la lírica española en los años 80 y 90 del siglo XX. Numerosos críticos han enmarcado también en este grupo la obra de autores como Luis García Montero, Felipe Benítez Reyes o Carlos Marzal. Abandonó los estudios de letras para trabajar en oficios como portero y bailarín de discoteca, podador de pinos, repartidor de paquetes y pesador del vertedero de residuos tóxicos urbanos de Dos Aguas.

## Premios
- Premio de la Crítica Literaria Valenciana
- Premio Loewe de poesía (2001)

## Publicaciones

### Poesía
- Santuario, Valencia: Universidad de Valencia, 1986.
- La luz, de otra manera (Premio Rey Juan Carlos 1987; Madrid: Visor, 1988); 2ª edición corregida: Granada, Maillot Amarillo, 1998.
- Los ojos del extraño (Premio Loewe Joven 1990, Visor, 1990)
- La plata de los días (Premio Ciudad de Melilla, Visor, 1996)
- La luz, de otra manera (reedición sustancialmente corregida, Maillot Amarillo, 1988)
- Santa deriva (XIV Premio de Poesía Fundación Loewe y Premio Nacional de la Crítica); Madrid: Visor, 2002)
- Cantar de ciego (Visor, 2005)
- El sueño verdadero (Poesía 1988-2002), Madrid: Visor, 2003.
- Si temierais morir, Tusquets, 2008.
- Mundo dentro del claro, Tusquets, 2012.
- Cuaderno de brotes, Pre-Textos, 2014
- Saber de grillos, (Premio Emilio Alarcos) Visor, 2015.
- Ser el canto, Visor, (Premio Generación del 27) Visor, 2016.
- Cantó un pájaro (Antología esencial), Fondo de Cultura Económica, Madrid, 2016.
- Ramas de perejil, Libros Canto y Cuento, Jerez de la Frontera, 2018.
- A pájaros y migas, Visor, Madrid, 2019.
- Un gramo menos, Milenio, Lleida, 2020.
- Ni la sal ni el aceite han de faltarme (Elegía a Francisco Brines), Renacimiento, Sevilla, 2023.
- Rayos de luz serena, La Garúa, Barcelona, 2024.

### Narrativa
- Cuentos de un escritor sin éxito (Valencia: Pre-Textos, 1994) Premio Tigre Juan de Narrativa.
- El espíritu vacío (Valencia, Pre-Textos, 2004).

### Ensayo
- Contra toda creencia, Kairós, Barcelona, 2012
- Vivir el cuerpo de la realidad, Kairós, Barcelona, 2014
- Para caer en sí (Diálogos en torno a la palabra de Nisargadatta Maharaj), Kairós, Barcelona, 2015